# Contes (Alpy Nadmorskie)
Contes – miejscowość i gmina we Francji, w regionie Prowansja-Alpy-Lazurowe Wybrzeże, w departamencie Alpy Nadmorskie.
Według danych na rok 1990 gminę zamieszkiwało 5 867 osób, a gęstość zaludnienia wynosiła 301 osób/km² (wśród 963 gmin regionu Prowansja-Alpy-W. Lazurowe Contes plasuje się na 117. miejscu pod względem liczby ludności, natomiast pod względem powierzchni na miejscu 505.).